# Xerox
Xerox Corporation es el proveedor más grande del mundo de fotocopiadoras de tóner (tinta seca) y sus accesorios. Su sede principal está situada en Stamford, Connecticut, aunque la mayor parte de la compañía está situada cerca de Rochester, Nueva York, donde fue fundada.
Llamada originalmente Haloid y comenzando como manufacturera de papel y equipo fotográficos, la compañía se hizo conocida en 1959 con la introducción de la primera fotocopiadora de una pieza usando el método de xerografía, la Xerox 914. Precisamente el nombre «Xerox», determinado por su inventor Chester Carlson, diferenciaba en el mercado su tecnología de copiado en «seco» (χερός, en griego). Por esos días, el copiado «mojado» era el mayormente utilizado en la industria.
La compañía se expandió sustancialmente durante los años 1960, convirtiendo en millonarios a algunos inversionistas que habían sostenido dolorosamente la empresa durante la lenta fase de investigación y desarrollo del producto. En muchos sentidos, este período fue similar a los primeros años de Microsoft.

## Cambios de modelo de empresa

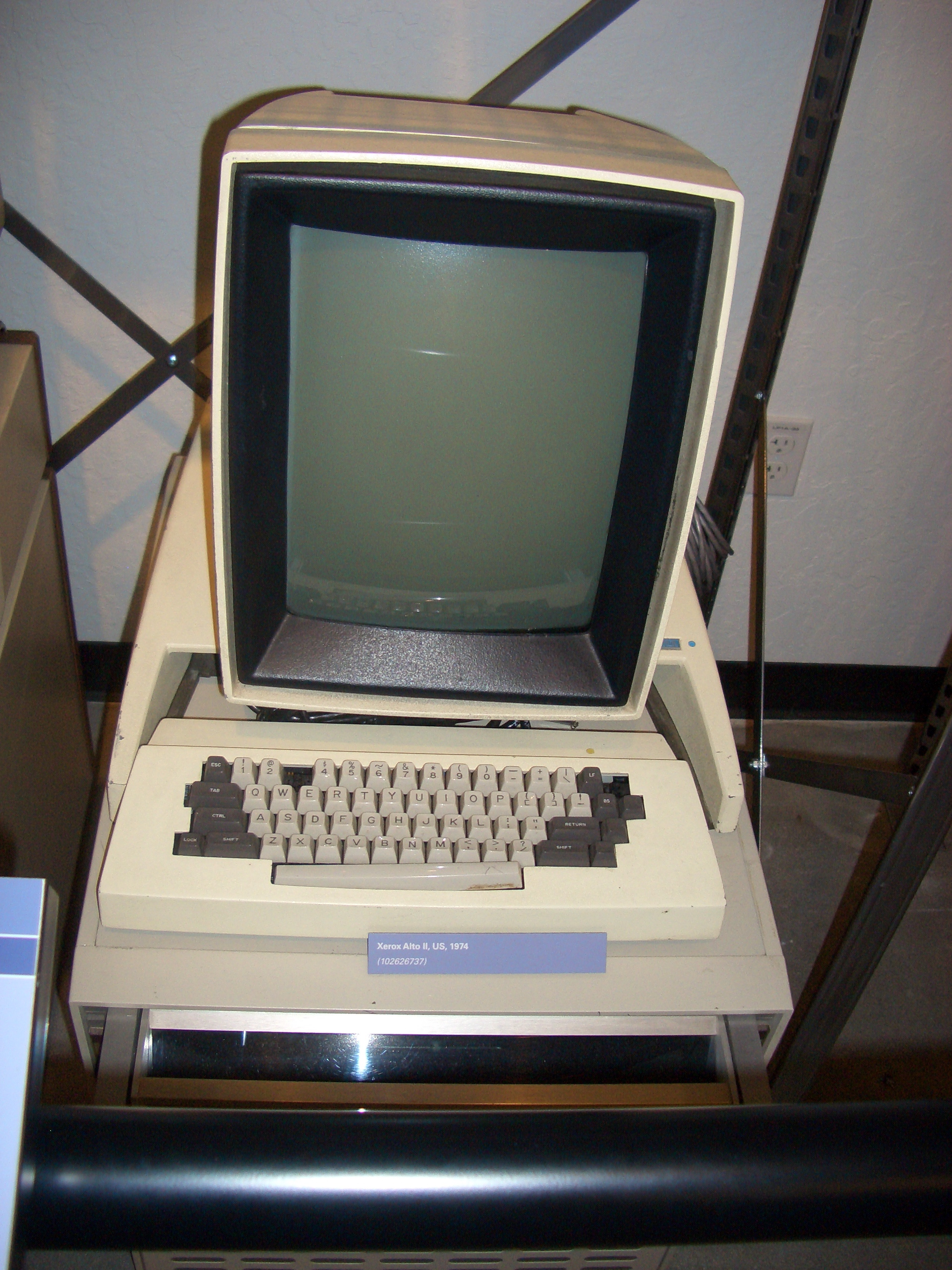
Una Xerox Alto.

En los años 70s los avances tecnológicos hacían cada vez más probable un escenario Oficina sin papel dónde computadores y redes de datos harían obsoletos (o reducirían) el papel y consiguiente copiadoras; aunque esta disyuntiva, se abrió el centro Xerox PARC, en Palo Alto, California en 1970 para el desarrollo de tecnología de punta. En el PARC bajo la dirección de Bob Taylor han surgido cosas como las impresoras láser, el protocolo ethernet, el ratón o el láser. Todas estas innovaciones fueron incomprendidas por los ejecutivos de Xerox ubicados en Nueva York.
Xerox entró en decadencia conforme sus patentes expiraban. Los planes para entrar en el mercado de ordenadores fueron destruidos por una mala sincronización (por ejemplo, lanzar un sistema CP/M de 8 bits, el Xerox 820, cuando IBM ponía a punto su PC más avanzado). Análogamente, Xerox desarrolló una línea de máquinas de escribir avanzadas justo cuando estas empezaban a perder terreno conforme aparecían incipientes capacidades de tratamiento de texto basado en computadores. Solo se mantenía a flote en el negocio de impresoras láser, el cual aporta una considerable fuente de ingresos incluso al día de hoy. Mientras tanto, los costes de manufactura de la empresa eran mucho mayores que los de sus competidores japoneses, su calidad de diseño y manufactura eran cuestionables, y su cultura interna se había vuelto problemática.
La compañía revivió en los años 80 y 90, mejorando la calidad de sus diseños y reajustando su línea de productos. El desarrollo de fotocopiadoras digitales en los 90 y el rehacer su rango de productos (esencialmente impresoras láser con escáneres incorporados que podían ser enlazados a redes de ordenadores) dio de nuevo a Xerox una ventaja técnica sobre sus competidores. Xerox trabajó para convertir su producto en un servicio, proporcionando todo un "servicio de documentos" a otras empresas, incluyendo abastecimiento, mantenimiento, configuración y soporte al usuario. Para reforzar esta imagen la compañía introdujo una signatura corporativa, "The Document Company®", sobre su logotipo principal e introdujo una "X digital®" roja. La "X digital" simbolizaba la transición de documentos entre el mundo del papel y el digital. En 2005, para enfatizar su fuerza y liderazgo en servicios de documentos, la compañía abandonó la "X digital" y cambió la signatura corporativa para incluir menciones de servicios de tecnología y consulting. En el año 2000, Xerox compró la división de impresoras de Tektronix con el objetivo de mejorar su posición en el mercado de impresión en oficinas junto con la que se desarrolló la gama de productos de tinta sólida.
Hoy, los mercados principales de Xerox incluyen entornos de oficina grandes y pequeños, clientes de impresión comercial y producción, compañías de artes gráficas y servicios creativos, operaciones en sectores públicos, e industrias como la salud, la educación y los servicios financieros. Xerox vende un amplio rango de tecnología de documentos, incluyendo imprentas digitales en color de gama alta como Xerox iGen3 Digital Production Press y sistemas DocuColor; tecnología de impresión en blanco y negro de gama alta como Xerox Nuvera y DocuTech; impresoras multifunción para oficina como las de la familia WorkCentre Pro; e impresoras en red Phaser en color y blanco y negro. Los servicios de consultoría de Xerox ayudan a empresas a rediseñar procesos documentales intensivos, y sus servicios de subcontratación les ayudan a producir y manejar documentos, liberándoles para concentrarse en sus negocios principales. Xerox también comercializa software como DocuShare y FlowPort. El negocio de producción de impresión de gama alta es de aproximadamente cinco mil millones de dólares para Xerox, dado que sus sistemas son usados por empresas e imprentas comerciales para crear cartas personalizadas, libros a todo color, pólizas de seguros, facturas, pósteres, etc.
El 10 de febrero de 2020, Xerox anunció que había subido el precio de oferta por el fabricante de computadores HP a US$24 por acción, US$ 2 más que la oferta realizada en 2019, en un esfuerzo por ganar el control del fabricante de computadoras personales que previamente se ha negado a participar en conversaciones de adquisición tras manifestar que la oferta era demasiado baja.

## Nuevo logo de Xerox
El 7 de enero de 2008 fue publicado mundialmente el nuevo logo de Xerox, junto con un cambio en la imagen corporativa.

## Vulgarización de marca
El término «Xerox» es considerado una vulgarización de marca, pues está tan estrechamente asociado con su producto que se usa con frecuencia para referirse a fotocopiadoras de otras marcas, y también se usa como verbo en inglés para significar «hacer fotocopias». Aunque ambos son comunes, la empresa no apoya tales usos de su marca comercial y especialmente por el uso de «Xerox» como verbo, lo que pone a la marca comercial en riesgo de ser declarada una palabra genérica por los tribunales, y la empresa actualmente participa en una campaña publicitaria en curso para convencer al público de que «Xerox» no debe usarse como verbo. A pesar de sus esfuerzos, múltiples diccionarios, incluido el Oxford English Dictionary, continúan incluyendo el uso de «Xerox» como verbo.